# 張常在
張常在（ちょうじょうざい、？ - 乾隆10年（1745年）10月18日）は、清の乾隆帝の妃嬪。姓は張氏。出自は不明。

## 生涯
彼女が宮廷に入った後に宮女を務めたかどうかは不明であり、また、乾隆帝の後宮に迎えられた時期や経緯についての記録も存在しない。
雍正13年（1735年）9月24日、即位したばかりの乾隆帝は側福晋高氏を貴妃に、側福晋那拉氏を妃に、格格蘇氏・格格黄氏を嬪に、格格金氏を貴人に、格格海氏・格格陳氏を常在にするよう封爵を行った。
この時点で張常在の名前は見当たらず、これは彼女が乾隆帝の皇子時代（潜邸）の側室ではなかったことを示している。
『節次照常膳底檔』の記録によると、乾隆2年（1737年）12月30日、乾清宮で皇帝の晩餐が催され、その席に出席した後宮の主位の中に、身元が不明の「裕常在」という人物がいた。
『清宮述聞』では、この「裕常在」を「張常在」と記しているが、その理由は不明であり、両者が同一人物かどうかは分かっていない。
乾隆10年（1745年）10月18日、張常在が亡くなる。
乾隆17年（1752年）、裕陵の建設工事が完了し、欽天監によって吉日が選ばれた。
同年10月13日、孝賢皇后の棺が裕陵に移される際、同時に慧賢皇貴妃、哲憫皇貴妃、儀嬪の金棺、秀貴人、張常在の彩棺も移された。
儀嬪、秀貴人、張常在の三名は裕陵妃園寝に埋葬され、同年10月27日に正式に奉安された。
『昌瑞山万年統志』には、儀嬪、秀貴人、張常在が乾隆11年10月27日に埋葬されたと誤って記されている。

## 伝記資料
- 『清史稿』